# دانشگاه علم و فناوری میزوری
دانشگاه میزوری (به انگلیسی: Missouri University of Science and Technology) یکی از دانشگاه‌های ایالات متحده آمریکا بوده و در رولا، ایالت میزوری واقع است.
دانشگاهی که در سال 1870 تاسیس شد، دانشگاه علوم و فناوری میسوری اولین موسسه تکنولوژیکی در غرب میسیسیپی بود. این مدرسه در طول تاریخ خود تغییرات اسمی را تجربه کرده است و در سال 2008 نام آن را از دانشگاه میسوری-رولا تغییر داد. خانه مدرسه رولا، میسوری، یک شهر کوچک و امن است که توسط Ozarks احاطه شده است. دوستداران در فضای باز فرصت های زیادی برای پیاده روی، دوچرخه سواری و قایقرانی پیدا خواهند کرد.
برای شهر بزرگتر، سنت لوئیس حدود 100 مایل دورتر است. میسوری S & T دارای 16 تا 1 دانش آموز / دانشکده و نسبت متوسط کلاس 27 است. بخش آزمایشگاهی به طور متوسط 17 دانش آموز است. در جبهه ورزشی، معدنچیان S & T میسوری در کنفرانس دومین کنفرانس دومین کنفرانس دومین کنفرانس دومین کنفرانس نیکارا آکادمی بینالمللی رقابت می کنند.